# 柳家小三亀松
柳家 小三亀松（やなぎや こみきまつ、1922年10月12日 - 2009年2月27日）は、都々逸家。本名∶日々 政通。静岡県引佐郡に生まれる。名古屋芸能人協会会長、日本都々逸協会会長。妻は日々純子。

## 経歴
初代柳家三亀松に弟子入り、時峰亜坊、1955年柳家小三亀を経て、1980年より柳家小三亀松を名乗る。柳家三亀松の芸風を現代風にアレンジした都々逸で、大須演芸場をホームグラウンドに活躍。鏡味小鉄直伝の獅子舞も演じる。1957年名古屋の芸人46人と共に芸術祭に参加。
- 1943年 - 大隈鉄工所徴用時代「社内演芸会」に、ボーイズを編成して出演し優勝。
- 1945年 - 落語家上がりの「春風亭小柳三演芸社」の専属芸人となる。
- 1946年 - 大須港座にゲスト出演中の、初代柳家三亀松師匠に、小柳三社長の口添えで名前弟子を許され、柳家亜坊と改名。
- 1949年 - 京都新京極の寄席「富貴亭」と二年の専属契約を結ぶ。
- 1955年 - 名古屋松坂屋7Fホールにて、小柳三演芸社長の「小」の字と、三亀松師匠の「三亀」を合わせ、小三亀と改名。師匠の口上で直門となる。
- 1956年 - 師匠の内弟子として、三年間のお礼奉公に上京。
- 1960年 - 東海テレビ製作連続コメディードラマ「きしめん横丁」に、妻の日々純子・小三亀が出演、地元芸人のレギュラーで2クール放映。
- 1969年 - 初代柳家三亀松師匠一回忌追悼「チャリティー明治百年バラエティーショー三亀松を志のび柳家小三亀松のすべて」を公演。
- 1972年 - 渓太郎演出「夏姿笑和元禄鯱勢揃い」と題し、小三亀がプロデュース、地元芸人に呼びかけて自主公演。
- 1973年 - 師匠七回忌追善公演「三亀松をしのび柳家小三亀松チャリティーショー」に、師匠未亡人が客席より挨拶。
- 1974年 - 大正デモクラシーをテーマに、「那古屋遊芸渡世人衆」と銘打って公演、収益金の中から、中村観音芸人塚建立の一部に、十万円を寄付。
- 1975年 - 中村観音境内の「芸人塚除幕式」で名古屋市長が除幕。ゲストに折から御園座に出演中の藤山寛美の線香に続き、小三亀他、地元芸人仲間数組も奉納演芸。
- 1979年 - 元東京大神楽会長の鏡味小鉄の指導で獅子舞を導入。小三亀・日々純子の二人獅子。「おかめ」「大笑い」の両面踊りと、オリジナリティーな獅子舞を創作。
- 1980年 - 初代三亀松師匠の十三回忌に、「小三亀松改名披露&日々純子リサイタル」を公演。ゲストの元社団法人東京落語協会会長・柳家小さん師匠の口上で手締め。
- 1982年 - 文化庁芸術祭に初参加「葵咲く那古屋の遊芸」と題し、東京国立劇場演芸場にて、寿獅子舞い。名古屋発祥の都々逸。大正琴。名古屋民謡。浪曲。名古屋弁の下町、上町、花柳界言葉と、小三亀松プロデュース出演。タニケイタロウ演出で大反響を呼ぶ。
- 1984年 - 師匠十七回忌に、日々純子とリサイタルを大須演芸場で開催。師匠未亡人と柳家ファミリーを名古屋へ招く。
- 1985年 - 大須演芸場の目玉公演として、日舞の稲垣流、名古屋西川流、左門流の三流派を説得。初日に大須観音に大入りを祈願。日々純子が主役の花魁に扮し、かむろ、さしかけ傘、新造、男衆と二十数名は開演前に一時間練り歩き「花魁同中が50年ぶりに復活」。マスコミの取材攻め、テレビで生中継される。
- 1986年 - 元遊郭で栄えた中村大門の有力者の、是非にとの依頼に応え、かつら、衣装、小道具などを自前で調達。二十数名の出演者の勧誘に大わらわ。中村大門の「花魁道中」も、梅雨明けの、七月二十一日に行われ、以後恒例の行事となった。
- 1987年 - 大須演芸場で「都々逸フェスティバル」を全国ネットで開催。応募多数、反響の大きさに感動。応募者に無償で「都々逸ふれ愛四十年」の自費出版を配布。
- 1992年 - 「舞って唄って笑って泣いて二人合せ満百年」と題し、小三亀松&日々純子リサイタルを、今池ガスホールにて公演。
- 1993年 - 第八回「パチンコ大衆文化賞」受賞。
- 2000年 - 日本都々逸協会会長就任。
- 2009年 2月27日  - 肺炎のため死去。86歳

## CD
- どどいつ集大成　どどいつ一筋30年 （柳家小三亀松CD制作実行委員会・非売品）

## 著書
- 都々逸 ふれ愛 四十年 北白川書房

## 弟子
- 柳家小三亀(三味線漫談・どどいつ・ものまね）
- 柳家三亀介（獅子舞・銀之城（大衆演劇）一座）
- 柳家三亀司（江戸曲独楽・リングアナウンサー）
- 柳家三亀治（どどいつ節）